# Anton Karinger
Anton Karinger, slovenski slikar, * 23. november 1829, Ljubljana, † 14. marec 1870, Ljubljana.
Karinger se je za slikarstvo odločil med in po končani vojaški karieri. Prvi pouk o risanju je dobil pri F. Kurzu na Mahrovi trgovski šoli v Ljubljani. V letih 1845 do 1847 je na dunajski akademiji študiral krajinarstvo, kasneje pa še v Münchenu figuraliko in arhitekturno slikarstvo. Od 1845 do 1861 je kot častnik avstrijske vojske služil v Črni gori in Dalmaciji.
Karinger je od 1861 dalje živel v Ljubljani in se posvečal slikarstvu. Potoval je po Gorenjskem, Koroškem, Tirolskem in Bavarskem. Znan je predvsem kot romantični krajinar, kjer dramatično upodablja naravne sile. Osrednji Karingerjev motiv je slovenska gorska krajina: slikovita jezera, in reke (Blejsko jezero, Bohinjsko jezero, Kamniška Bistrica). Poleg krajin in mestnih vedut pa je Karinger slikal tudi portrete.

## Znana dela
- Ljubljana z Ižice (1858)
- Deček s psom (1861)
- Bohinjsko jezero (1862)
- Mangartsko jezero  (1862)
- Pes (1868)
- Roza Karinger (1869)